# Fuerzas Armadas de Cabo Verde
Las Fuerzas Armadas de Cabo Verde son el Ejército nacional de Cabo Verde. Las Fuerzas armadas de Cabo Verde (en portugués: Forças Armadas Cabo Verdeanas) son el Ejército de Cabo Verde. Incluyen dos ramas, la Guardia nacional y la Guardia costera.

## Historia

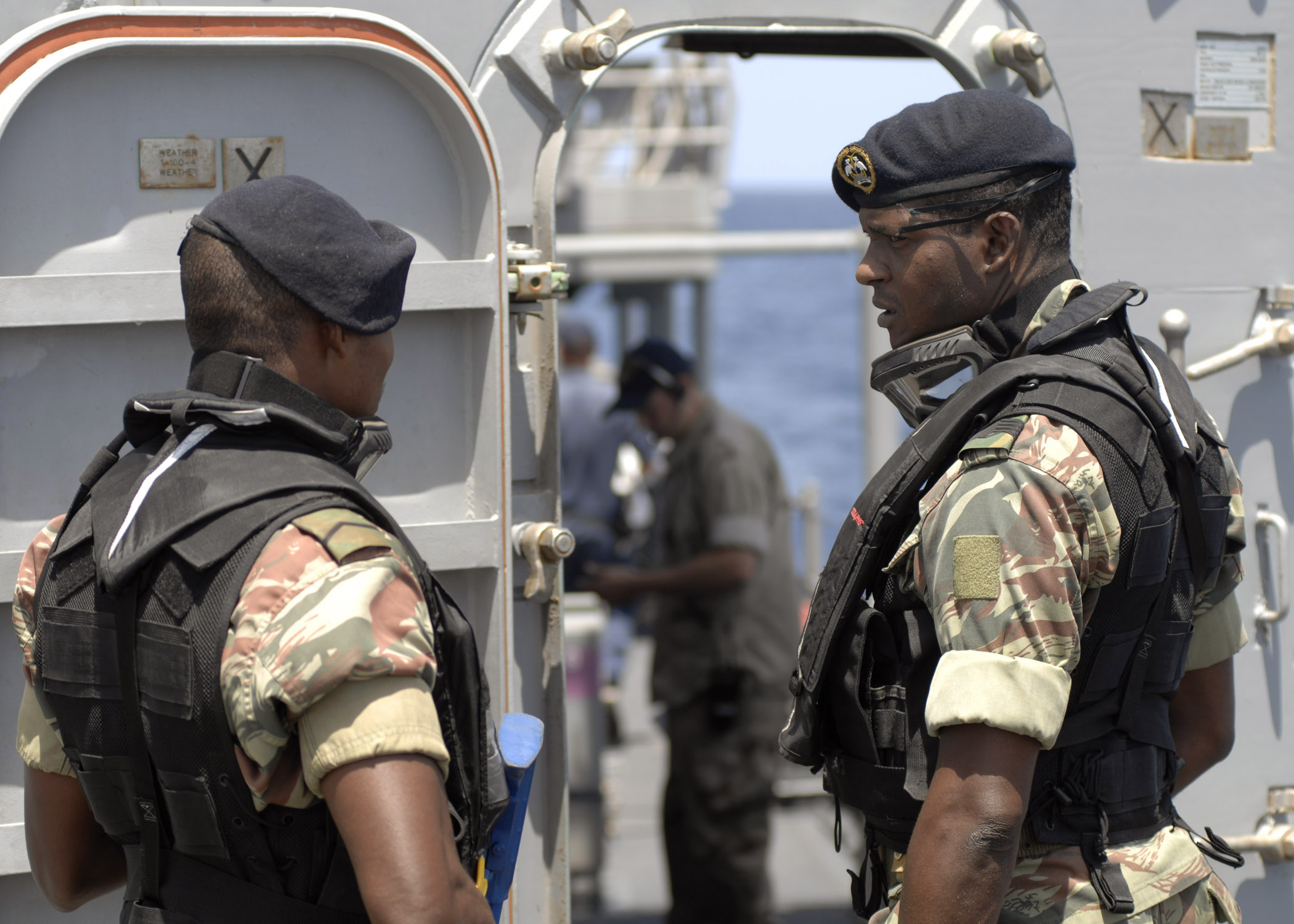
Infantería de marina de Cabo Verde.

Antes de 1975, Cabo Verde era una provincia de ultramar de Portugal, con una pequeña guarnición militar portuguesa que incluía soldados caboverdianos y portugueses europeos. Al mismo tiempo, algunos caboverdianos servían en las Fuerzas Armadas Revolucionarias del Pueblo (Forças Armadas Revolucionarias do Povo (FARP), el ala militar del Partido Africano para la Independencia de Guinea y Cabo Verde que luchaba por la independencia conjunta de Guinea y Cabo Verde en la Guerra de Independencia de Guinea-Bisáu. Las FARP se convirtieron en las fuerzas armadas nacionales de Guinea-Bisáu cuando Portugal reconoció su independencia en 1974.
Las Fuerzas Armadas de Cabo Verde se crearon cuando el país se independizó en 1975, y también se las denominó oficialmente Fuerzas Armadas Revolucionarias del Pueblo (Forças Armadas Revolucionarias do Povo (FARP). Las FARP caboverdianas estaban formadas por dos ramas independientes: El Ejército (Exército) y la Guardia Costera (Guarda Costeira).
A principios de los años 90, se abandonó la denominación "FARP" y el Ejército de Cabo Verde pasó a denominarse Fuerzas Armadas de Cabo Verde (Forças Armadas Cabo Verdeanas)(FACV). En 2007, la FACV inició una importante reorganización que incluyó la transformación del Ejército en la Guardia Nacional. Junto con la Policía de Cabo Verde, la FACV llevó a cabo la Operación Lancha Voladora (Operacão Lancha Voadora), una operación exitosa para poner fin a un grupo de narcotraficantes que hacía contrabando de cocaína desde Colombia a los Países Bajos y Alemania, utilizando Cabo Verde como punto de reabastecimiento. La operación duró más de tres años, siendo una operación secreta durante los dos primeros años, y finalizó en 2010. Aunque se encuentra en África, Cabo Verde siempre ha tenido unas estrechas relaciones con Europa. Debido a esto, se ha argumentado que Cabo Verde puede ser elegible para ingresar en la Organización para la Seguridad y la Cooperación en Europa (OSCE) y la OTAN. El enfrentamiento más reciente de la FACV fue la masacre del Monte Tchota, que tuvo como resultado 11 bajas civiles.

## Estructura
Las Fuerzas Armadas de Cabo Verde son parte del Ministerio de Defensa Nacional de Cabo Verde. La Guardia Nacional (Guarda National) es la rama principal de las Fuerzas Armadas de Cabo Verde para la defensa militar del país, siendo la responsable de la ejecución de las operaciones en el entorno terrestre y marítimo, y del apoyo a la seguridad interna. Cada comando de cada región militar está encabezado por un teniente coronel directamente subordinado al Jefe del Estado Mayor de las Fuerzas Armadas. La Guardia Costera (Guarda Costeira) es la rama de las Fuerzas Armadas de Cabo Verde responsable de la defensa y la protección de los intereses económicos del país en el mar bajo jurisdicción nacional, y de proporcionar apoyo aéreo y naval a las operaciones terrestres y anfibias. La Guardia Costera está dirigida por un oficial con el rango de teniente coronel. Los Escuadrones Naval y Aéreo incorporan, respectivamente, a todos los buques y aeronaves de las Fuerzas Armadas de Cabo Verde. El Ejército de Cabo Verde solía tener su propio brazo aéreo, después del entrenamiento del personal recibido por parte de la URSS en 1982, tres aviones Antonov An-26 fueron entregados a Cabo Verde, se creía que estos eran los únicos aviones militares que poseía la nación africana. Sin embargo, estos tres aviones fueron complementados en 1991 por un avión ligero Dornier Do 228 con capacidades STOL equipado para su uso por la Guardia Costera, y hacia el final de la década de 1990, por un avión Embraer EMB 110 Bandeirante, procedente de Brasil, equipado de manera similar para las operaciones marítimas. El gobierno caboverdiano ha estado en negociaciones con la R.P. China para adquirir helicópteros Harbin Z-9 multifunción para uso militar y civil.

## Equipamiento

### Aeronaves
- Antonov An-26
- CASA C-212 Aviocar
- Dornier Do 228
- Embraer EMB 110 Bandeirante
- Harbin Z-9

### Armas de fuego
- AKM
- Ametralladora ligera RPD
- RPG-7
- Rheinmetall MG3
- Fusil M16
- AK-47
- Heckler & Koch G3
- RPK
- Ametralladora PK
- SKS
- Fusil de francotirador Dragunov
- Makarov PM
- LRAC F1

### Defensa antiaérea
- Sistema de defensa antiaérea portátil 9K32 Strela-2
- ZSU-23-2

### Embarcaciones
- 1 Buque patrullero de la clase Peterson MK4
- 1 Buque patrullero de la clase Damen Stan
- 1 Dragaminas de la clase Kondor

### Vehículos
- BRDM-2